# Giant Coaster (Fuji-Q Highland)
Giant Coaster (jap. ジャイアントコースター) im Fuji-Q Highland (富士急ハイランド, Fujikyū Hairando) im japanischen Fujiyoshida war eine Stahlachterbahn des Herstellers Sansei Yusoki, die im Dezember 1966 eröffnet wurde. Zum Zeitpunkt ihrer Eröffnung stand sie im Guinness-Buch der Rekorde als die längste Achterbahn der Welt. Im Juli 1996 wurde sie geschlossen.
Die 1432 m lange Strecke erreichte eine Höhe von 25 m bei einer maximalen Höhendifferenz von 40 m. Die Höchstgeschwindigkeit betrug 80 km/h.

## Züge
Giant Coaster besaß Züge mit jeweils fünf Wagen. In jedem Wagen konnten sechs Personen (drei Reihen à zwei Personen) Platz nehmen.